# Blaine Hogan
Blaine Hogan (n. 29 ianuarie 1980, Minnesota) este un actor american cunoscut în special pentru rolul din Prison Break difuzat de Fox.